# Divandu albimarginatus
Divandu albimarginatus és una espècie de peix de la família dels cíclids i de l'ordre dels perciformes present a la República del Congo i Gabon. Viu en zones de clima tropical. Els mascles poden assolir 11,3 cm de longitud total, tenen 24 o 25 vèrtebres, no presenta dimorfisme sexual.